# Protea cynaroides
Протея гігантська, королівська протея (Protea cynaroides) — вид квіткових рослин з Південної Африки. Національна квітка ПАР. 

## Етимологія
Родова назва на честь бога грецької міфології Протея, який може змінити форму за бажанням, оскільки протеї (Protea) мають багато різних форм. Видовий епітет вказує на зовнішню подібність до артишока (Cynara).

## Будова
Деревовидий кущ із товстим стеблом і темно-зеленим скругленим глянцевим листям. Квітка росте у вигляді чаші 12.5–30 см у діаметрі, оточена великою кольоровою оцвітиною, що має від кремового до малинового забарвлення. На кущі за сезон з'являється від 10 до 40 квіток. Запилюється птахами.

## Поширення та середовище існування
Росте узбережжям Південної Африки до висоти 1500 м над рівнем моря.

## Практичне використання
Популярна квітка для букетів.

## Галерея

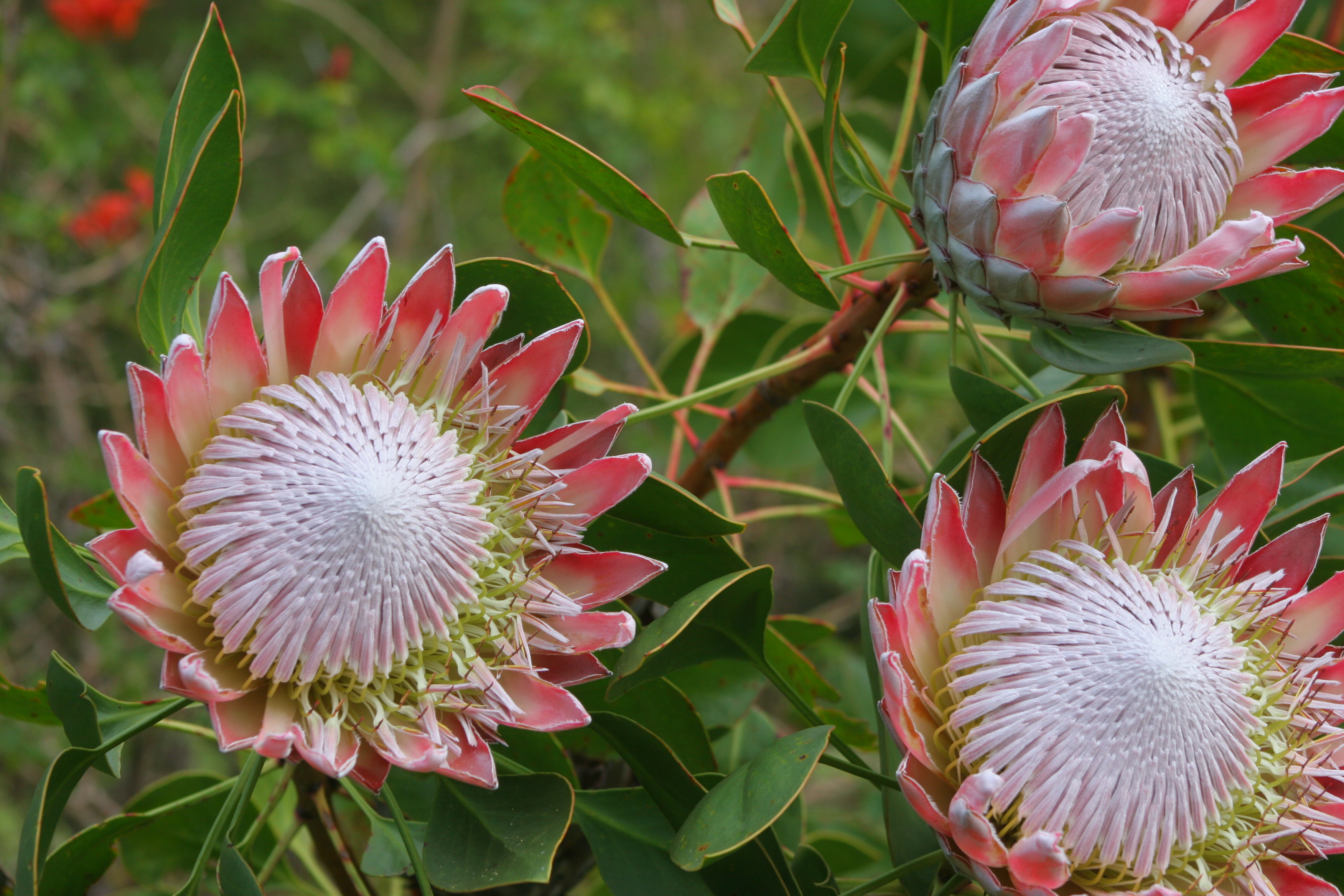
Фотографія квіток
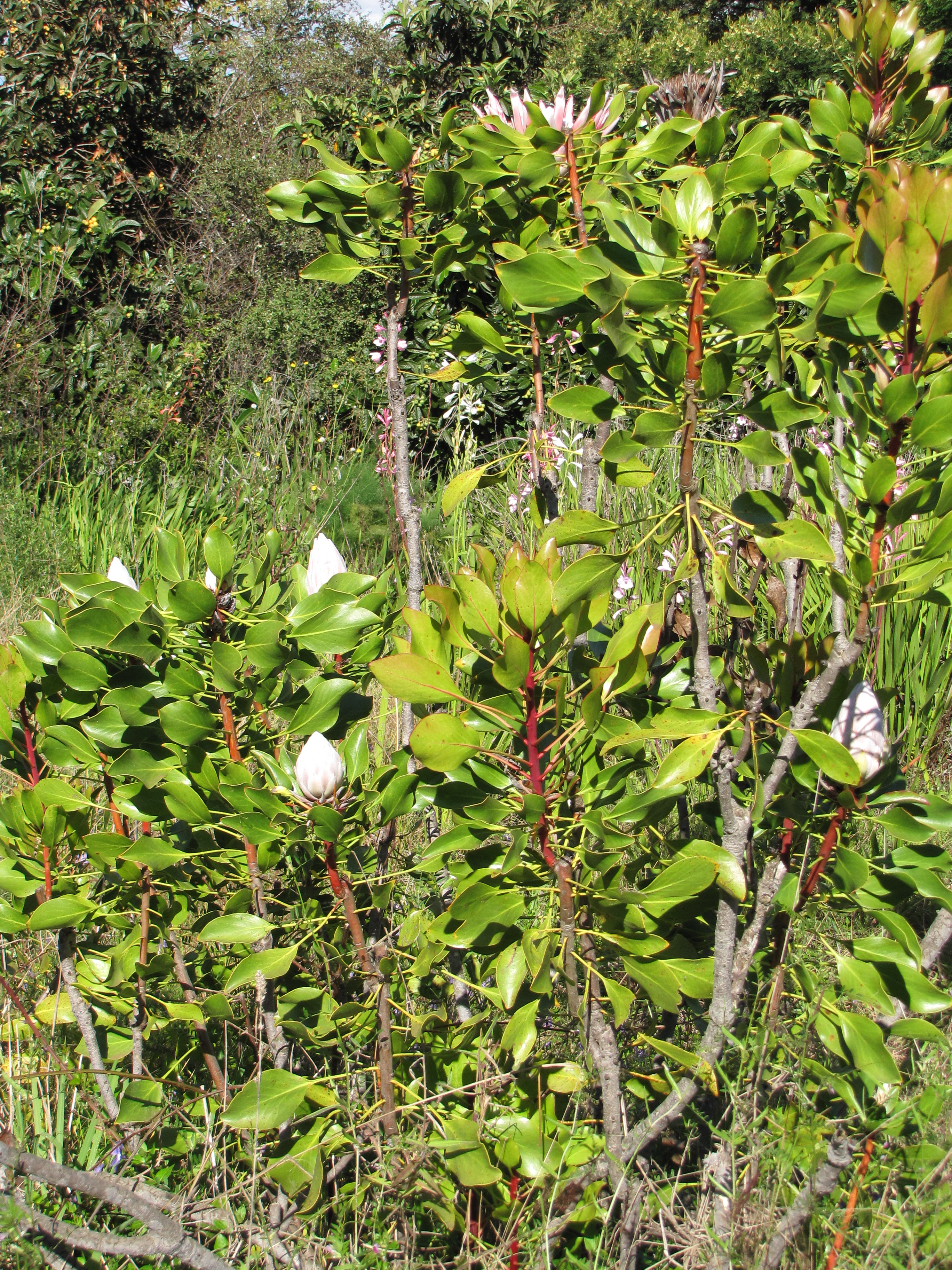
Зовнішній вигляд рослини
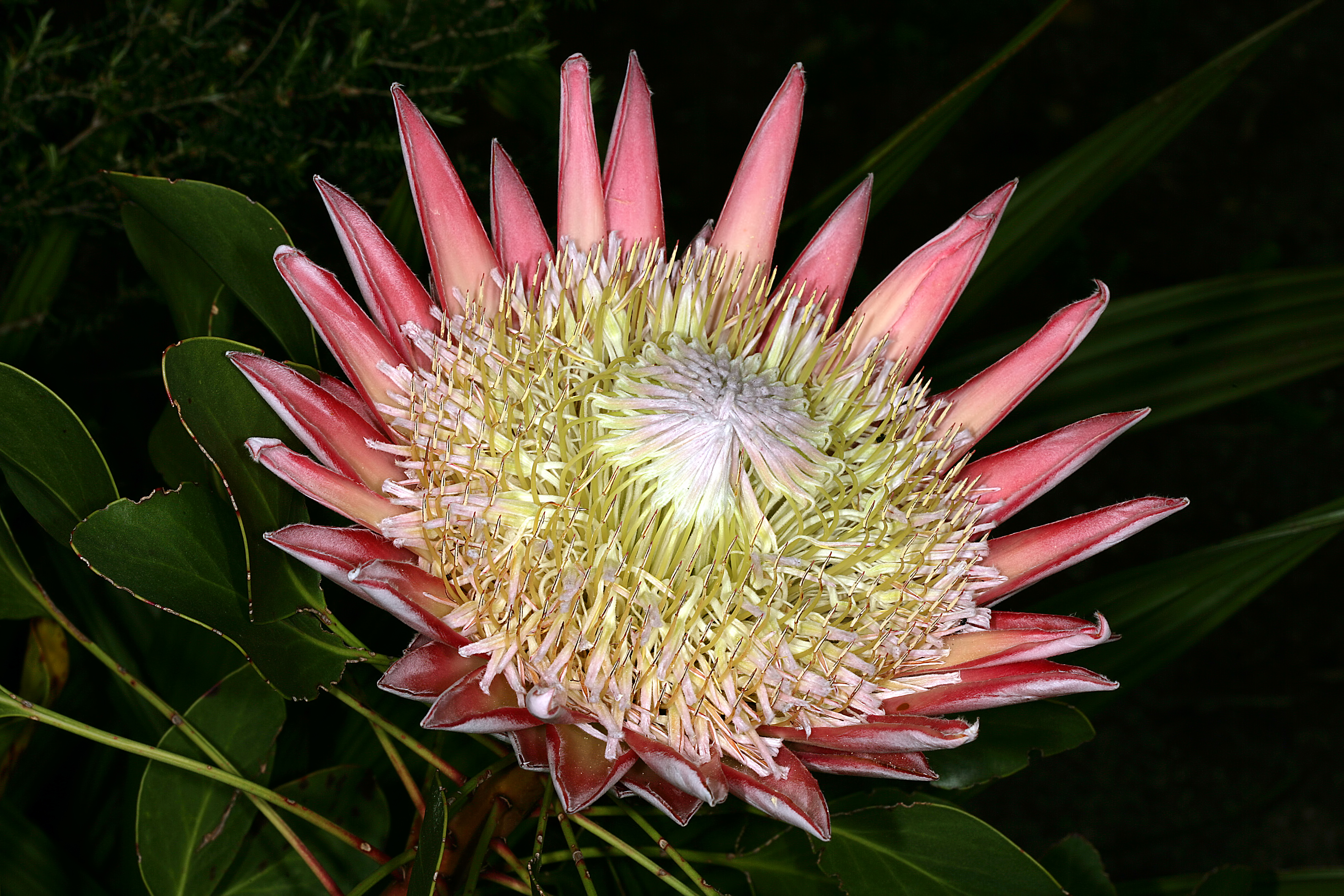
Квітка
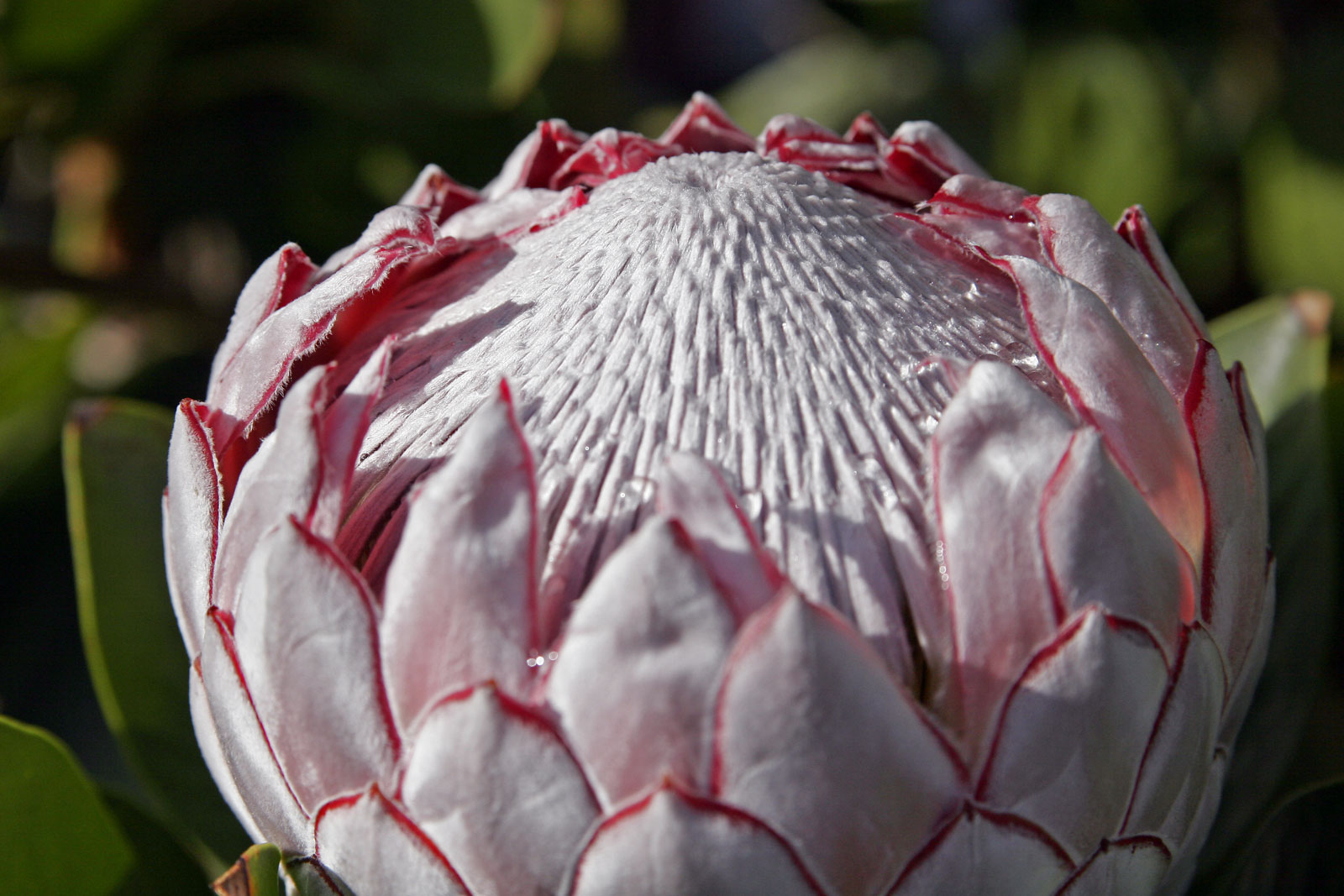
Квітка
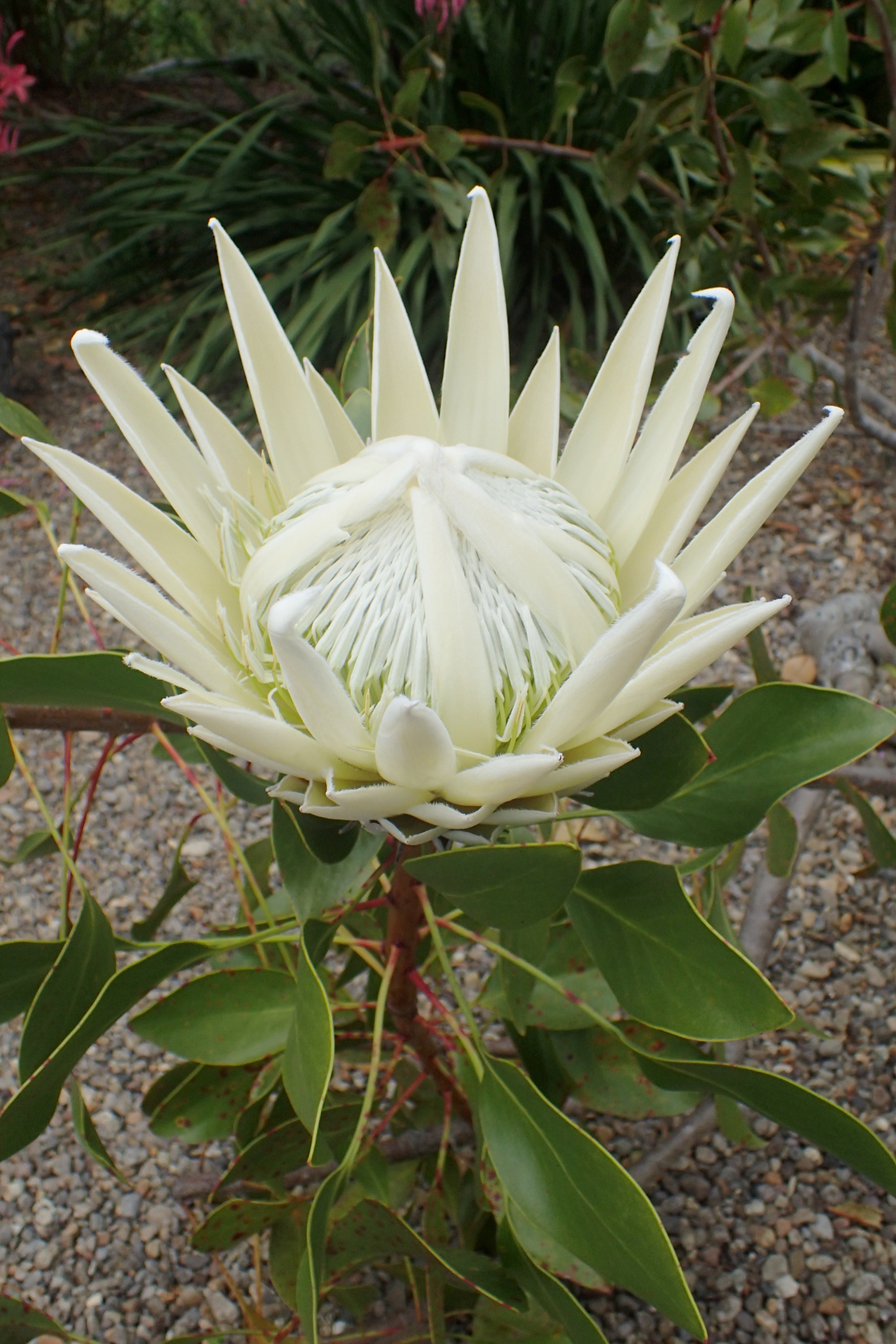
Білий сорт
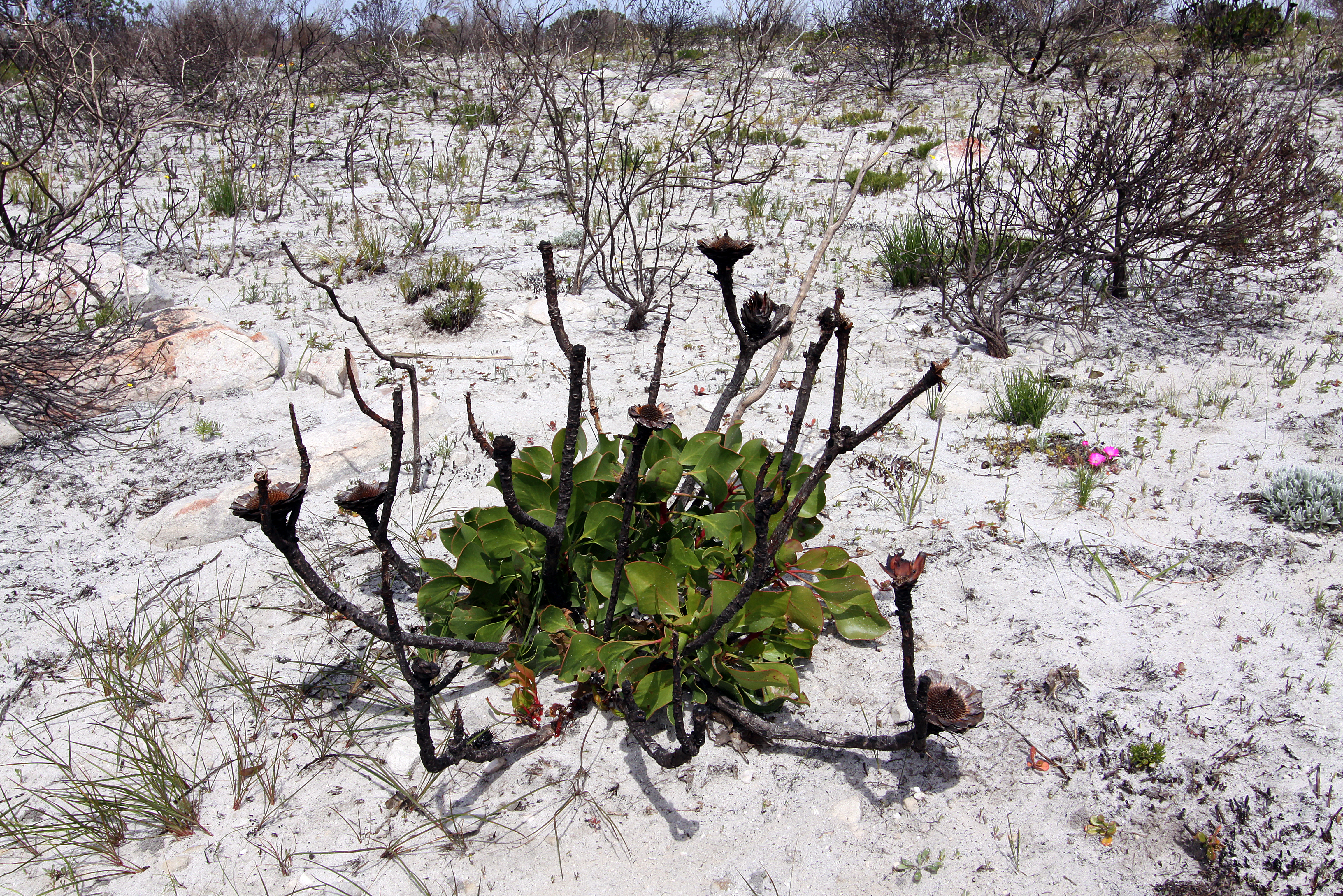
Проростання рослини з кореневища після пожежі